# اپیوم مون
اپیوم مون (انگلیسی: Opium Moon، به معنی افیون ماه) یک گروه موسیقی مستقر در لس آنجلس، کالیفرنیا، ایالات متحدهٔ آمریکا است. نخستین آلبوم این گروه با نام «افیون ماه» در شصت و یکمین دورهٔ جایزهٔ گرمی، جایزهٔ گرمی بهترین آلبوم نیو ایج را دریافت کرد.

## اعضای گروه
- حمید سعیدی، نوازندهٔ سنتور، اهل ایران[۴]
- ام.بی. گُردی (به انگلیسی: M.B. Gordy)، پرکاشنیست، اهل ایالات متحدهٔ آمریکا
- لیلی هِیدین، نوازندهٔ ویولن، اهل کانادا
- ایتای دیزرِیلی (به انگلیسی: Itai Disraeli)، نوازندهٔ گیتار بیس، اهل اسرائیل